# Les Fumistes
Pour plus de détails, voir Fiche technique et Distribution.
Les Fumistes (Half Baked) est un film américain réalisé par Tamra Davis, sorti en 1998.

## Synopsis
Quatre stoners, Kenny, Thurgood, Scarface et Brian, amis de longue date, vivent à New York. Un jour, Thurgood, qui est homme de ménage dans un laboratoire médical, amène une marijuana très spéciale.

## Fiche technique
- Titre : Les Fumistes
- Titre original : Half Baked
- Réalisation : Tamra Davis
- Scénario : Dave Chappelle et Neal Brennan
- Musique : Alf Clausen
- Photographie : Steven Bernstein (en)
- Montage : Don Zimmerman
- Production : Dave Chappelle et Robert Simonds
- Société de production : Robert Simonds Productions et Universal Pictures
- Société de distribution : Universal Pictures (États-Unis)
- Pays :  États-Unis
- Genre : Comédie
- Durée : 82 minutes
- Dates de sortie : 
  -  États-Unis : 16 janvier 1998

## Distribution
- Dave Chappelle : Thurgood Jenkins / Sir Smoke-a-Lot
- Guillermo Díaz : Scarface
- Jim Breuer : Brian
- Harland Williams : Kenny Davis
- Rachel True : Mary Jane Potman
- Clarence Williams III : Samson Simpson
- Laura Silverman : Jan
- Rick Demas : Nasty Nate
- David Bluestein : Jerry Garcia
- Kevin Duhaney : Thurgood jeune
- Matthew Raposo : Scarface jeune
- James Cooper : Brian jeune
- Michael Colton : Kenny jeune

## Accueil
Le film a reçu un accueil défavorable de la critique. Il obtient un score moyen de 16 % sur Metacritic.